# I caratteri (La Bruyère)
I caratteri (titolo originale: Les Caractères ou Les Mœurs de ce Siècle) è un'opera di Jean de La Bruyère del 1688, pubblicata originariamente in Appendice alla traduzione in lingua francese dal greco dei Caratteri di Teofrasto, noto discepolo di Aristotele. 
Si tratta di un riadattamento in chiave moderna del testo classico: I caratteri ottennero un enorme successo, grazie soprattutto all'appendice contenente ritratti di personaggi contemporanei, allargata nelle edizioni successive alla quarta; quest'opera presenta dei ritratti in cui sono descritti i vari comportamenti dell'uomo. La disposizione di questi "caratteri" non è ben precisa, ma spiccano per spirito satirico e per la mescolanza dell'analisi dei costumi dell'epoca, con una forte critica politica e sociale, mettendo l'ironia e la ragione a disposizione della giustizia.
L'autore pubblicò ben otto edizioni dei Caratteri durante la sua vita, arricchendo il testo di nuove riflessioni; la nona edizione approntata, l'ultima, apparve postuma, arricchita da 1120 tra massime, ritratti satirici ed etici, riflessioni morali, caratteri, divise in sedici capitoli e la particolarità di una larga diffusione di "chiavi di lettura" dell'opera diffuse sotto forma sia di manoscritti sia di copie stampate.
Egli si soffermò dapprima sulla letteratura, per focalizzarsi sulle attitudini umane: le stranezze naturali, le passioni, le debolezze e le contraddizioni. Per giungere ad occuparsi delle strutture politiche della sua epoca - quella del Re Sole - e a riflessioni sulla religione e sulla filosofia. Se ne deduce che l'uomo appare dominato dalla sua vanità e dall'interesse personale, riconducendo la colpa della corruzione sociale all'individuo.

## Edizioni italiane
- Caratteri, collana Raccolta di Breviari Intellettuali n.70, traduzione di Giuseppe Fanciulli, Milano, Istituto Editoriale Italiano, 1917.
- I Caratteri, collana Biblioteca Classica Economica, trad. e prefazione di Eugenio Levi, Milano, Sonzogno, 1931.
- I caratteri, collana I Grandi Scrittori Stranieri n.183, a cura di Fausta Giani Cecchini, Torino, UTET, 1955-1984. - Introduzione di Benedetta Craveri, Milano, TEA, 1988.
- I Caratteri, collana NUE n.176, Introduzione di Gian Carlo Roscioni. Traduzione di Eva Timbaldi Abruzzese, Torino, Einaudi, 1981, ISBN 978-88-065-2845-4.
- I Caratteri, collana BUR Classici moderni, a cura di Adriano Marchetti, Milano, Rizzoli, 2012, ISBN 978-88-170-5492-8.